# A New Day...
A New Day... - seria koncertów w koloseum w Caesars Palace w Las Vegas, dawanych od 25 marca 2003 roku do 15 grudnia 2007 roku przez kanadyjską piosenkarkę Céline Dion. W ciągu 5 lat trwania pokazów reżyserowanych przez Franco Dragone artystka dała 723 koncerty. Dion miało okazję zobaczyć ponad 3 miliony widzów. Dochód z wszystkich występów wyniósł blisko 400 000 000 dolarów.
Kontrakt na serię pokazów A New Day... z Céline Dion jest największym jaki kiedykolwiek został wynegocjowany przez solowego artystę za serię występów na żywo oraz najdroższym kontraktem jaki został podpisanym w historii muzyki.
W czerwcu 2004 roku ukazała się płyta CD A New Day... Live in Las Vegas zawierająca wybór wykonywanych na żywo w czasie pokazu piosenek i dwa nowe utwory. Album rozszedł się na całym świecie w blisko 1,5 milionowym nakładzie. 7 grudnia 2007 roku ukazało się dwupłytowe wydawnictwo DVD Live in Las Vegas - A New Day... zawierające ponad 5 godzin materiału dokumentującego występy w Las Vegas włącznie z zapisem nagranego w technologii high definition koncertu. W Kanadzie płyta stała się najlepiej sprzedającą płytą DVD wszech czasów pokrywając się tam potrójnym diamentem za ponad 300,000 nakładu. Na całym świecie płytę w pierwszym tygodniu sprzedaży sprzedano w rekordowym nakładzie 0,5 mln egzemplarzy.

## Sprzedaż biletów i zyski
| Rok   | Zysk        | Wyprzedane koncerty |
| ----- | ----------- | ------------------- |
| 2003  | 80,5 mln $  | -                   |
| 2004  | 80,4 mln $  | -                   |
| 2005  | 81,3 mln $  | -                   |
| 2006  | 78,1 mln $  | 75 / 149 (50.3%)    |
| 2007  | 70,5 mln $  | 108 / 122 (88.5%)   |
| Razem | 390,8 mln $ | 528 / 723 (73.0%)   |

Najbardziej dochodowe trasy koncertowe w Ameryce Północnej według Pollstar:
- 2003

1. Bruce Springsteen & the E Street Band - 115,9 mln $
2. Céline Dion - 80,5 mln $
3. The Eagles - 69,3 mln $

- 2004

1. Prince - 87,4 mln $
2. Céline Dion - 80,4 mln $
3. Madonna - 79,5 mln $

- 2005

1. The Rolling Stones - 162,0 mln $
2. U2 - 138,9 mln $
3. Céline Dion - 81,3 mln $

- 2006

1. The Rolling Stones  - 138,5 mln $
2. Barbra Streisand - 92,5 mln $
3. Tim McGraw & Faith Hill - 88.8 mln $
4. Madonna - 85,9 mln $
5. Cirque Du Soleil - Delirium - 82,1 mln $
6. Céline Dion - 78,1 mln $

- 2007

1. The Police - 131,9 mln $
2. Kenny Chesney - 71,1 mln $
3. Justin Timberlake - 70,6 mln $
4. Céline Dion - 70,5 mln $

## Lista wykonywanych utworów

### Wykonywane regularnie
1. "Nature Boy" (marzec 2003 - listopad 2004) / "A New Day Has Come"
2. "The Power of Love"
3. "It's All Coming Back to Me Now"
4. "Because You Loved Me"
5. "To Love You More"
6. "I'm Alive"
7. "I Drove All Night"
8. "Seduces Me"
9. "If I Could"
10. "Have You Ever Been in Love" (marzec 2003 - listopad 2003) / "Et je t'aime encore" (listopad 2003 - listopad 2004) / "Pour que tu m'aimes encore"
11. "I Surrender"
12. "The First Time Ever I Saw Your Face" (marzec 2003 - sierpień 2004)
13. "Ammore Annascunnuto"
14. "At Last" (marzec 2003 - maj 2006)
15. "Fever" (marzec 2003 - maj 2006) / "All the Way"
16. "I've Got the World on a String"
17. "I Wish"
18. "Love Can Move Mountains"
19. "River Deep, Mountain High" (listopad 2006 - grudzień 2007)
20. "My Heart Will Go On"
21. "What a Wonderful World" (marzec 2003 - sierpień 2006)

### Wykonywane okazjonalnie
1. "God Bless America" (4 lipca 2004)
2. "In Some Small Way" (grudzień 2004 - styczeń 2005)
3. "Happy Xmas (War Is Over)" (grudzień 2005)
4. "Can't Help Falling in Love" (16 sierpnia i 17 sierpnia, 2007)
5. "Taking Chances" (28 listopada 2007 - 15 grudnia 2007)
6. "The Christmas Song" (grudzień 2007)